# Roumiantsevo (métro de Moscou)
Roumiantsevo (en russe : Румя́нцево et en anglais : Rumyantsevo), est une station de la ligne Sokolnitcheskaïa (ligne 1 rouge) du métro de Moscou, située sur le territoire du raïon Moskovski dans le district administratif de Novomoskovski de Moscou.
Elle est mise en service en janvier 2016 lors de l'ouverture du prolongement de Tropariovo à Roumiantsevo.
La station est ouverte tous les jours aux heures de circulation du métro.

## Situation sur le réseau
Établie en souterrain, à 12 mètres au-dessous du niveau du sol, la station Roumiantsevo est située au point 0132+50 de la ligne Sokolnitcheskaïa (ligne 1 rouge), entre les stations Tropariovo (en direction de Boulvar Rokossovskogo) et Salarievo (en direction de Salarievo).

## Histoire
La station Roumiantsevo est mise en service le 18 janvier 2016, lors de l'ouverture à l'exploitation du tronçon, long de 2,5 km, venant de la station Tropariovo.
Elle n'est un terminus de la ligne que pendant moins d'un mois. Le 15 février 2016 a lieu l'ouverture du tronçon suivant jusqu'à la nouvelle station terminus Salarievo.